# 迈松堡
迈松堡（法語：Bourg-des-Maisons，法語發音：[buʁ de mɛzɔ̃]）是法国多尔多涅省的一个市镇，属于佩里格区。

## 地理
迈松堡（45°20'16"N, 0°26'8"E）面积8.99 平方千米，位于法国新阿基坦大区多爾多涅省，该省份为法国西南部内陆省份，是法國本土面积第三大的省，大致对应佩里戈尔地区，北起顺时针与夏朗德省、上维埃纳省、科雷兹省、洛特省、洛特-加龙省、吉倫特省和滨海夏朗德省接壤。
与迈松堡接壤的市镇（或旧市镇、城区）包括：塞勒、沙普德伊、库蒂尔、大布拉萨克、拉图尔布朗什-塞尔克勒、韦尔泰亚克。

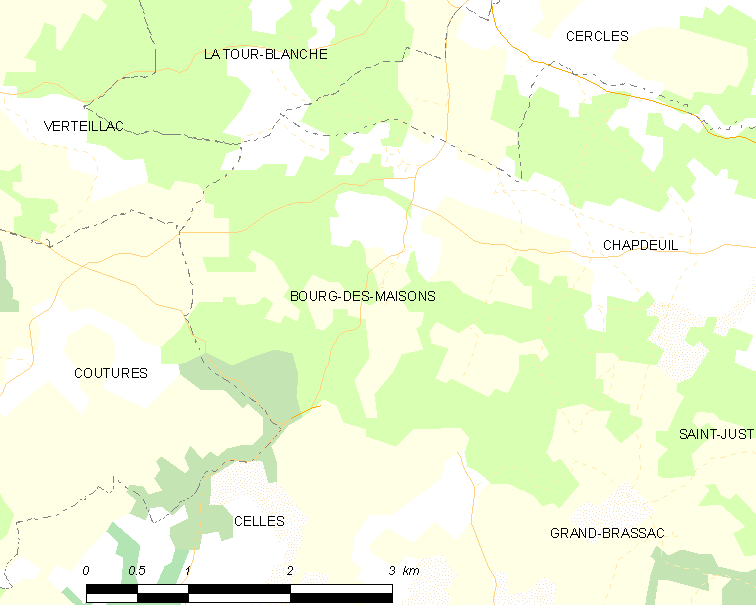
迈松堡的OSM定位图

迈松堡的时区为UTC+01:00、UTC+02:00（夏令时）。

## 行政
迈松堡的邮政编码为24320，INSEE市镇编码为24057。

## 政治
迈松堡所属的省级选区为里贝拉克县。

## 人口

1962-2008年间迈松堡人口变化图示

迈松堡于2022年1月1日时的人口数量为72人。